# François Picard
 François Picard  (Villefranche-sur-Saône, França, 26 d'abril del 1921 - Niça, 29 d'abril del 1996) va ser un pilot de curses automobilístiques francès que va arribar a disputar curses de Fórmula 1.

## A la F1
Va debutar a l'onzena i última cursa de la temporada 1958 (la novena temporada de la història) del campionat del món de la Fórmula 1, disputant el 19 d'octubre del 1958 l'única edició de la història del GP del Marroc al Circuit d'Ain-Diab.
François Picard va participar en una única cursa puntuable pel campionat de la F1, que no aconseguí finalitzar degut a un accident en què va rebre nombroses ferides. De resultes, no assolí cap punt per la classificació del campionat del món.

## Resultats a la Fórmula 1
| Any  | Equip                  | Xassís | Motor  | 1   | 2   | 3   | 4   | 5   | 6   | 7   | 8   | 9   | 10  | 11      | Posició | Punts |
| ---- | ---------------------- | ------ | ------ | --- | --- | --- | --- | --- | --- | --- | --- | --- | --- | ------- | ------- | ----- |
| 1958 | RRC Walker Racing Team | Cooper | Climax | ARG | MON | HOL | 500 | BEL | FRA | GBR | ALE | POR | ITA | MAR Ret | -       | 0     |

### Resum
| Curses: | Victòries: | Pòdiums: | Poles: | Voltes ràpides: | Punts: |
| ------- | ---------- | -------- | ------ | --------------- | ------ |
| 1       | 0          | 0        | 0      | 0               | 0      |